# Nicolas Marié
Nicolas Marié (Versailles, 22 febbraio 1954) è un attore francese, vincitore nel 2021 del Premio César per il migliore attore non protagonista. Formazione teatrale, attivo nel cinema e nella televisione, diviene l'attore di riferimento per Albert Dupontel che lo dirige in tutti i suoi film, a eccezione di Ci rivediamo lassù. Nell'ambito del doppiaggio è la voce ufficiale francese di Tim Roth e Denis O'Hare.

## Biografia
Concluse le scuole superiori si dedica alla recitazione teatrale, fondando diverse compagnie teatrali. Agli inizi degli anni novanta conosce Albert Dupontel a teatro che lo convince a debuttare in una pellicola cinematografica, nel cortometraggio da lui diretto Désiré.

## Filmografia

### Cinema
- Le zèbre, regia di Jean Poiret (1992)
- Bernie, regia di Albert Dupontel (1996)
- Le créateur, regia di Albert Dupontel (1999)
- La maladie de Sachs, regia di Michel Deville (1999)
- Pistole nude (Mais qui a tué Pamela Rose?), regia di Éric Lartigau (2003)
- Cash Truck (Le Convoyeur), regia di Nicolas Boukhrief (2004)
- Zim and Co., regia di Pierre Jolivet (2005)
- Enfermés dehors, regia di Albert Dupontel (2006)
- 99 francs, regia di Jan Kounen (2007)
- Segreto di stato (Secret défense), regia di Philippe Haïm (2008)
- L'esplosivo piano di Bazil (Micmacs à tire-larigot), regia di Jean-Pierre Jeunet (2009)
- Le vilain, regia di Albert Dupontel (2009)
- Tu seras mon fils, regia di Gilles Legrand (2011)
- Case départ, regia di Fabrice Eboué (2011)
- Café de Flore, regia di Jean-Marc Vallée (2011)
- 9 mois ferme, regia di Albert Dupontel (2013)
- Dr. Knock (Knock), regia di Lorraine Lévy (2017)
- Adieu les cons, regia di Albert Dupontel (2020)

### Televisione
- La foresta, regia di Julius Berg (2017)

## Doppiatori italiani
- Danilo De Girolamo in L'esplosivo piano di Bazil
- Carlo Valli in Dr.Knock, La foresta

## Premi e riconoscimenti
- 2021 - Premio César

Miglior attore non protagonista per Adieu les cons